# Вертемате кон Миноприо
Вертема̀те кон Мино̀прио (на италиански: Vertemate con Minoprio; на ломбардски: Vertemàa e Minoeubra, Вертемаа е Миньобра) е община в Северна Италия, провинция Комо, регион Ломбардия. Административен център на общината е село Вертемате (Vertemate), което е разположено на 340 m надморска височина. Населението на общината е 4143 души (към 2017 г.).